# Psilotris boehlkei
Psilotris boehlkei är en fiskart som beskrevs av Greenfield, 1993. Psilotris boehlkei ingår i släktet Psilotris och familjen smörbultsfiskar. Inga underarter finns listade i Catalogue of Life.